# Supergrup de l'al·luaudita
El supergrup de l'al·luaudita és un grup de minerals de la classe dels fosfats que, des de l'any 2018, es troba format per quatre grups: el grup de l'al·luaudita, el grup de la wyl·lieïta, el grup de la bobfergusonita, el grup de la manitobaïta i per altres espècies que no es troben englobades a cap d'aquests tres grups. Totes aquestes espècies cristal·litzen en el sistema monoclínic.

## Grup de l'al·luaudita
El grup de l'al·luaudita és un grup de minerals format per 31 espècies minerals: al·luaudita, al·luaudita-Ca□, al·luaudita-Na□, arseniopleïta, badalovita, bradaczekita, calciojohil·lerita, camanchacaïta, canutita, cariïnita, erikapohlita, ferroal·luaudita, ferroal·luaudita-NaNa, ferrohagendorfita, groatita, hagendorfita, hagendorfita-NaNa, hatertita, johil·lerita, keyita, khrenovita, maghagendorfita, magnesiocanutita, magnesiohatertita, nickenichita, o'danielita, paraberzeliïta, varulita, yazganita, zhanghuifenita i zincobradaczekita.

## Grup de la bobfergusonita
El grup de la bobfergusonita està format per dues espècies minerals: la bobfergusonita i la ferrobobfergusonita, tot i que altres dues espècies, la johanngeorgenstadtita i la manganobadalovita, són molt properes a aquest grup i hi podrien acabar formant part.
| Espècie             | Fórmula               |
| ------------------- | --------------------- |
| Bobfergusonita      | Na₂Mn₅FeAl(PO₄)₆      |
| Ferrobobfergusonita | Na₂Fe2+ 5Fe3+Al(PO₄)₆ |

Segons la classificació de Nickel-Strunz, la bobfergusonita pertany a «08.AC: Fosfats, etc. sense anions addicionals, sense H₂O, amb cations de mida mitjana i gran» juntament amb els següents minerals: al·luaudita, arseniopleïta, caryinita, ferroal·luaudita, hagendorfita, johil·lerita, maghagendorfita, nickenichita, varulita, ferrohagendorfita, bradaczekita, yazganita, groatita, ferrowyl·lieïta, qingheiïta, rosemaryita, wyl·lieïta, ferrorosemaryita, qingheiïta-(Fe2+), manitobaïta, marićita, berzeliïta, manganberzeliïta, palenzonaïta, schäferita, brianita, vitusita-(Ce), olgita, barioolgita, whitlockita, estronciowhitlockita, merrillita, tuïta, ferromerrillita, bobdownsita, chladniïta, fil·lowita, johnsomervilleïta, galileiïta, stornesita-(Y), xenofil·lita, harrisonita, kosnarita, panethita, stanfieldita, ronneburgita, tillmannsita i filatovita. La ferrobobfergusonita, descoberta el 2017, encara no està classificada.
Els minerals d'aquest grup són molt rars. La ferrobobfergusonita només ha estat trobada a la seva localitat tipus, a l'estat nord-americà de Dakota del Sud. L'altre espècie del grup, la bobfergusonita, només se n'ha trobat a Polònia, el Canadà i l'Argentina.

## Grup de la manitobaïta
El grup de la manitobaïta està format únicament, de moment, per l'espècie que dona nom al grup: la manitobaïta.
| Espècie     | Fórmula               |
| ----------- | --------------------- |
| Manitobaïta | Na16Mn2+ 25Al₈(PO₄)30 |

## Grup de la wyl·lieïta
El grup de la wyl·lieïta està format per set espècies minerals: la ferrorosemaryita, la ferrowyl·lieïta, la fupingqiuïta, la qingheiïta, la qingheiïta-(Fe2+), la rosemaryita i la wyl·lieïta, exemplar que dona nom al grup.
| Espècie           | Fórmula                             |
| ----------------- | ----------------------------------- |
| Ferrorosemaryita  | ◻NaFe2+Fe3+Al(PO₄)₃                 |
| Ferrowyl·lieïta   | (Na,Ca,Mn)(Fe,Mn)(Fe,Fe,Mg)Al(PO₄)₃ |
| Fupingqiuïta      | (Na,Mn2+,◻)₂Mn2+ 2Fe3+(PO₄)₃        |
| Qingheiïta        | NaMn3+Mg(Al,Fe3+)(PO₄)₃             |
| Qingheiïta-(Fe2+) | Na₂Fe2+MgAl(PO₄)₃                   |
| Rosemaryita       | (Na,Ca,Mn)(Mn,Fe)(Fe,Mg)Al(PO₄)₃    |
| Wyl·lieïta        | ◻NaFe2+Fe3+Al(PO₄)₃                 |

Segons la classificació de Nickel-Strunz, els minerals del grup de la wyl·lieïta pertanyen a "08.AC: Fosfats, etc. sense anions addicionals, sense H₂O, amb cations de mida mitjana i gran", el mateix que els minerals del grup de l'al·luaudita. Els jaciments on es poden trobar aquests minerals són escassos. Als territoris de parla catalana se n'ha trobat rosemaryita als camps de pegmatites de les localitats de Cotlliure i d'Argelers de la Marenda, tots dos a Ceret (Pirineus Orientals), així com al Cap de Creus, a l'Alt Empordà.

## Altres espècies del grup
La johanngeorgenstadtita, la manganobadalovita i la manganohatertita són tres espècies del supergrup de l'al·luaudita que no es troben englobades en cap dels grups que l'integren. Les dues primeres espècies van ser aprovades per l'Associació Mineralògica Internacional l'any 2020, i la tercera l'any 2024. Totes tres han estat trobades tan sols a les seves respectives localitats tipus. L'any 2025 també es va afegir a aquest grup la leybovita-K.
| Espècie               | Fórmula               |
| --------------------- | --------------------- |
| Johanngeorgenstadtita | Ni2+ 4,5(AsO₄)₃       |
| Leybovita-K           | KCuNa(MgFe³⁺)(AsO₄)₃  |
| Manganobadalovita     | NaNaMn(MgFe³⁺)(AsO₄)₃ |
| Manganohatertita      | NaNaCa(MnFe³⁺)(AsO₄)₃ |